# سیارک ۱۱۲۹۵
سیارک ۱۱۲۹۵ (به انگلیسی: 11295 Gustaflarsson، نامگذاری:1992EU28)۱۱۲۹۵مین سیارک کشف شده‌است که در ۰۸ مارس ۱۹۹۲ کشف شد.